# Антоніо Ді Нардо
Антоніо Ді Нардо (італ. Antonio Di Nardo, нар. 23 липня 1979, Муньяно-ді-Наполі) — італійський футболіст, що грав на позиції нападника. По завершенні ігрової кар'єри — тренер.

## Ігрова кар'єра
Народився 23 липня 1979 року в місті Муньяно-ді-Наполі. Вихованець футбольної школи клубу «Наполі», але за першу команду так і не грав, а на дорослому футболі дебютував 1996 року виступами за команду «Савойя», в якій провів три сезони, взявши участь у 34 матчах Серії С1. 
1999 року його клуб вийшов до Серії Б, але Антоніо, який не був основним, змушений був навпаки понизитись у класі і надалі грав у Серії С2 за клуби «Джульяно» та  «Таранто». З другою командою у 2001 році вийшов до Серії С1, а вже у січні наступного року перейшов в інший клуб третього дивізіону «Беневенто», де провів наступні чотири роки.
На початку 2005 року став гравцем іншого клубу Серії С1 «Фрозіноне», з якого здавався в оренду в «Пістоєзе». За цей час його команда зуміла вийти в Серію Б, де Ді Нардо разом з «Фрозіноне» і дебютував у сезоні 2006/07.
Втім влітку 2007 року Антоніо знову понизився у класі, перейшовши у клуб Серії С1 «Падова». Відіграв за клуб з Падуї наступні чотири сезони своєї ігрової кар'єри і 2009 року знову вийшов до Серії Б. Згодом у цьому ж дивізіоні грав за команду «Читтаделла». 
Сезон 2013/14 Антоніо розпочав у клубі «Іскія Ізолаверде» з Лега Про Секонда Дівізіоне, четвертого за престижністю дивізіону країни, але вже у січні повернувся в Серію Б, завершивши сезон у клубі «Юве Стабія» .
Останнім професіональним клубом у кар'єрі Ді Нардо став «Каррарезе», за який футболіст провів сезон 2014/15 у Лезі Про, третьому за рівнем дивізіоні країни. А завершував ігрову кар'єру у аматорським командах з Серії D «К'єті» та «Фраттезе».

## Кар'єра тренера
Розпочав тренерську кар'єру відразу ж по завершенні кар'єри гравця, 2016 року, розпочавши працювати з юнацькими командами клубу «Казертана».

## Статистика виступів

### Статистика клубних виступів
| Сезон                  | Команда                | Чемпіонат              | Чемпіонат | Чемпіонат | Національний кубок | Національний кубок | Національний кубок | Єврокубки | Єврокубки | Єврокубки | Інші змагання | Інші змагання | Інші змагання | Усього | Усього |
| Сезон                  | Команда                | Ліга                   | Ігор      | Голів     | Ліга               | Ігор               | Голів              | Ліга      | Ігор      | Голів     | Ліга          | Ігор          | Голів         | Ігор   | Голів  |
| ---------------------- | ---------------------- | ---------------------- | --------- | --------- | ------------------ | ------------------ | ------------------ | --------- | --------- | --------- | ------------- | ------------- | ------------- | ------ | ------ |
| 1996–97                | «Савойя»               | C1 (ІІІ)               | 0         | 0         | КI-C               | 0                  | 0                  | -         | -         | -         | -             | -             | -             | 0      | 0      |
| 1997–98                | «Савойя»               | C1 (ІІІ)               | 21        | 2         | КІ+КI-C            | 0                  | 0                  | -         | -         | -         | -             | -             | -             | 21     | 2      |
| 1998–99                | «Савойя»               | C1 (ІІІ)               | 13        | 0         | КI-C               | 0                  | 0                  | -         | -         | -         | -             | -             | -             | 13     | 0      |
| Усього за «Савойю»     | Усього за «Савойю»     | Усього за «Савойю»     | 34        | 2         |                    | 0                  | 0                  |           | -         | -         |               | -             | -             | 34     | 2      |
| 1999–00                | «Джульяно»             | C2 (IV)                | 29        | 5         | КI-C               | 0                  | 0                  | -         | -         | -         | -             | -             | -             | 29     | 5      |
| 2000–01                | «Таранто»              | C2 (IV)                | 21        | 4         | КI-C               | -                  | -                  | -         | -         | -         | -             | -             | -             | 21     | 4      |
| 2001–02                | «Таранто»              | C1 (ІІІ)               | 10        | 2         | КI-C               | 5                  | 2                  | -         | -         | -         | -             | -             | -             | 41     | 34     |
| Усього за «Таранто»    | Усього за «Таранто»    | Усього за «Таранто»    | 31        | 6         |                    | 5                  | 2                  |           | -         | -         |               | -             | -             | 36     | 8      |
| 2001–02                | «Беневенто»            | C1 (ІІІ)               | 14        | 2         | КI-C               | -                  | -                  | -         | -         | -         | -             | -             | -             | 14     | 2      |
| 2002–03                | «Беневенто»            | C1 (ІІІ)               | 29        | 11        | КI-C               | 0                  | 0                  | -         | -         | -         | -             | -             | -             | 29     | 11     |
| 2003–04                | «Беневенто»            | C1 (ІІІ)               | 33+2      | 9         | КI-C               | 0                  | 0                  | -         | -         | -         | -             | -             | -             | 33     | 9      |
| 2004–05                | «Беневенто»            | C1 (ІІІ)               | 16        | 5         | КI-C               | 0                  | 0                  | -         | -         | -         | -             | -             | -             | 16     | 5      |
| Усього за «Беневенто»  | Усього за «Беневенто»  | Усього за «Беневенто»  | 91+2      | 27        |                    | 0                  | 0                  |           | -         | -         |               | -             | -             | 93     | 27     |
| 2004–05                | «Фрозіноне»            | C1 (ІІІ)               | 11+2      | 2         | КI-C               | 6                  | 0                  | -         | -         | -         | -             | -             | -             | 19     | 2      |
| 2005–06                | «Фрозіноне»            | C1 (ІІІ)               | 18        | 4         | КІ+КI-C            | 0+2                | 2                  | -         | -         | -         | -             | -             | -             | 20     | 6      |
| 2005–06                | «Пістоєзе»             | C1 (ІІІ)               | 15        | 10        | КI-C               | -                  | -                  | -         | -         | -         | -             | -             | -             | 15     | 10     |
| 2006–07                | «Фрозіноне»            | B (ІІ)                 | 25        | 6         | КІ                 | 1                  | 0                  | -         | -         | -         | -             | -             | -             | 26     | 6      |
| Усього за «Фрозіноне»  | Усього за «Фрозіноне»  | Усього за «Фрозіноне»  | 54+2      | 12        |                    | 9                  | 2                  |           | -         | -         |               | -             | -             | 65     | 14     |
| 2007–08                | «Падова»               | C1 (ІІІ)               | 22        | 6         | КI-C               | 2                  | 1                  | -         | -         | -         | -             | -             | -             | 24     | 7      |
| 2008–09                | «Падова»               | СД (IV)                | 26+3      | 6+2       | КІ+КІ-ЛП           | 0+1                | 2                  | -         | -         | -         | -             | -             | -             | 30     | 10     |
| 2009–10                | «Падова»               | B (ІІ)                 | 37+2      | 11        | КІ                 | 1                  | 0                  | -         | -         | -         | -             | -             | -             | 40     | 11     |
| 2010–11                | «Падова»               | B (ІІ)                 | 18+2      | 0         | КІ                 | 1                  | 0                  | -         | -         | -         | -             | -             | -             | 21     | 0      |
| Усього за «Падову»     | Усього за «Падову»     | Усього за «Падову»     | 103+7     | 23+2      |                    | 5                  | 3                  |           | -         | -         |               | -             | -             | 115    | 28     |
| 2011–12                | «Читтаделла»           | B (ІІ)                 | 24        | 7         | КІ                 | -                  | -                  | -         | -         | -         | -             | -             | -             | 24     | 7      |
| 2012–13                | «Читтаделла»           | B (ІІ)                 | 19        | 7         | КІ                 | 0                  | 0                  | -         | -         | -         | -             | -             | -             | 19     | 7      |
| Усього за «Читтаделлу» | Усього за «Читтаделлу» | Усього за «Читтаделлу» | 43        | 14        |                    | 0                  | 0                  |           | -         | -         |               | -             | -             | 43     | 14     |
| 2013–14                | «Іскія Ізолаверде»     | 2D (IV)                | 14        | 1         | КІ-ЛП              | 2                  | 1                  | -         | -         | -         | -             | -             | -             | 16     | 2      |
| 2013–14                | «Юве Стабія»           | B (ІІ)                 | 6         | 1         | КІ                 | -                  | -                  | -         | -         | -         | -             | -             | -             | 6      | 1      |
| 2014–15                | «Каррарезе»            | ЛП (ІІІ)               | 22        | 0         | КІ-ЛП              | -                  | -                  | -         | -         | -         | -             | -             | -             | 22     | 0      |
| 2015–16                | «К'єті»                | D (IV)                 | 5         | 0         | КІ-D               | 1                  | 1                  | -         | -         | -         | -             | -             | -             | 6      | 1      |
| 2015–16                | «Фраттезе»             | D (IV)                 | 7         | 0         | КІ-D               | -                  | -                  | -         | -         | -         | -             | -             | -             | 7      | 0      |
| Усього за кар'єру      | Усього за кар'єру      | Усього за кар'єру      | 452+11    | 100+2     |                    | 22                 | 9                  |           | -         | -         |               | -             | -             | 486    | 112    |